# Eduard Zienowka
Eduard Grigorjewicz Zienowka (ros. Эдуард Григорьевич Зеновка, ur. 26 kwietnia 1969 w Moskwie) – rosyjski pięcioboista nowoczesny. Trzykrotny medalista olimpijski.
Brał udział w dwóch igrzyskach (IO 92, IO 96), na obu zdobywał medale. W 1992 w reprezentacji Wspólnoty Niepodległych Państwa był trzeci indywidualnie i zdobył srebro w rywalizacji drużynowej (wspólnie z Anatolijem Starostinem i Dmitrijem Swatkowskim), cztery lata później, jako reprezentant Rosji, był drugi w rywalizacji indywidualnej. Był mistrzem świata w drużynie w 1990 i 1991, brązowym medalistą w 1997 i srebrnym w sztafecie w 1999.